# Ivan Southall

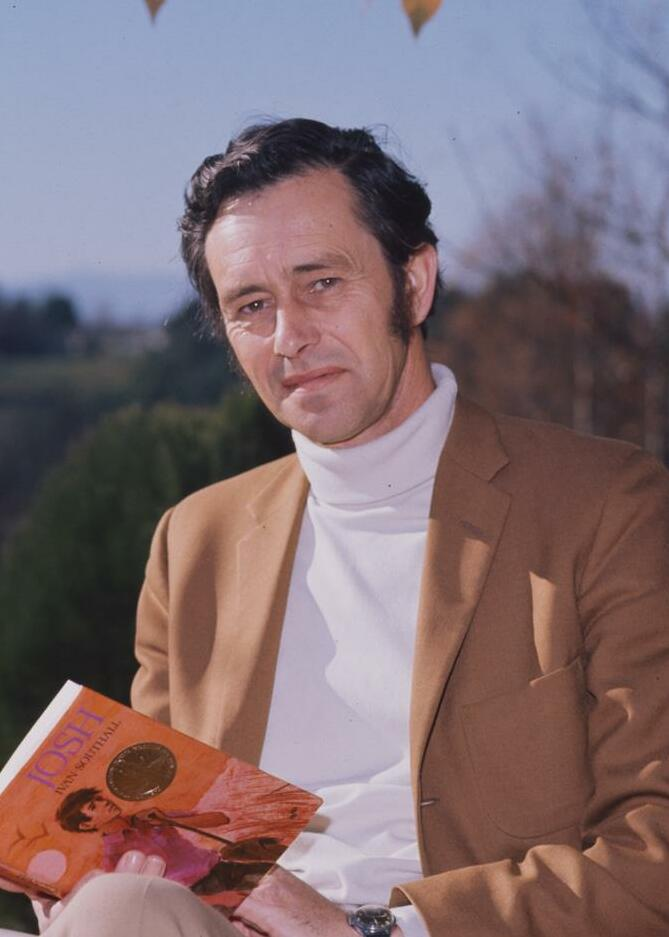
Ivan Southall (1972)

Ivan Southall AM (* 8. Juni 1921 in Melbourne; † 15. November 2008) war ein australischer Jugendbuchautor.

## Leben
Southall schrieb auch Kurzgeschichten, Essays und Sachbücher. Insgesamt schrieb er etwa 40 Jugendbücher, die in mehr als 20 Sprachen übersetzt wurden. 11 seiner Bücher sind auf Deutsch erschienen, meist von Hans-Georg Noack übersetzt.
Southalls Kennzeichen ist die absolute Ernsthaftigkeit, die sowohl seinen Stil als auch die Handlung und die Protagonisten seiner Werke geprägt haben. Die Kinder seiner Bücher lachen nicht und können weder kindlich noch kindisch sein, weil der Autor sie Prüfungen unterwirft, die das Äußerste an Mut und Standhaftigkeit erfordern, das ein Kind erbringen kann.
In Buschfeuer müssen sich die Kinder und die älteren Bewohner einer kleinen Siedlung eines Buschbrandes erwehren, da die arbeitsfähigen Erwachsenen in der irrigen Annahme, der eigene Ort sei nicht in Gefahr, an anderer Stelle Hilfe leisten.
In Überleben müssen einige Kinder ein Flugzeug notlanden und sich in der Wildnis behaupten, nachdem der Pilot einen Herzinfarkt erlitt. In Der verbotene Baum klettert ein behinderter Junge gegen den Willen seiner behütenden Mutter auf einen Baum. Tag der Helden handelt von einem Jungen, der ausgerechnet am ANZAC Day einer Schlägerei mit zwei stärkeren Raufbolden entgegen sieht, der er nicht ausweichen kann.
Seine Bücher enden aber immer mit einer optimistischen Note.
Southall starb im November 2008 an Krebs.

## Werke
- 1950–1961 mehrere Bände der Simon Black-Serie
- 1962 Hills End (dt. Sieben werden vermisst, 1969 auch SOS – Hills End antwortet nicht, 1988)
- 1965 Ash road (dt. Buschfeuer, 1967 auch Plötzlich in der Nacht, 2002)
- 1967 The fox hole (dt. Die Falle am Desmond, 1970)
- 1967 To the wild sky (dt. Überleben, 1974, auch Notlandung, 1983)
- 1968 Let the balloon go (dt. Der verbotene Baum, 1974), verfilmt 1976
- 1969 Finn’s folly (dt. Kurve im Nebel, 1970)
- 1970 Chinaman’s Reef is ours (dt. Die Stadt gehört uns, 1971)
- 1970 Bread and honey (dt. Tag der Helden, 1971)
- 1971 Josh (dt. Tim, 1972)
- 1972 Over the top (dt. Die Nacht als keiner schlief, 1972)
- 1973 Matt and Jo (dt. Matt und Jo, 1973)
- 1977 What about tomorrow
- 1977 King of the sticks
- 1983 The long night watch
- 1984 A city out of sight (Fortsetzung von In the wild sky)
- 1986 Rachel
- 1988 Blackbird
- 1990 The mysterious world of Marcus Leadbeater
- 1997 Ziggurat

## Auszeichnungen
- Australischer Kinderbuchpreis (mehrfach)
- Carnegie Medal (1971 für Josh)
- Phoenix Award (2003 für The long night watch)
- Australische Dromkeen Medal (2003 für sein Lebenswerk)
- Deutscher Jugendliteraturpreis, Auswahlliste Jugendbuch (1968 für Buschfeuer)[1]
- Member des Order of Australia (1989)